# Cypripedium fargesii
Espèce
Statut de conservation UICN

 EN  : En danger
Statut CITES
Cypripedium fargesii est une espèce d'orchidées du genre Cypripedium originaire de Chine.